# 데이브 머스테인
데이브 스콧 머스테인(영어: Dave Scott Mustaine, 1961년 9월 13일 ~ )는 미국의 기타리스트, 가수, 송라이터, 배우, 작가이다. 그는 미국의 헤비 메탈 밴드 메가데스의 공동창단자이자 작사/작곡자, 리드보컬, 기타리스트이다. 메가데스 결성 전에는 메탈리카의 리드 기타리스트였다.

## 유년기
데이브 머스테인은 1961년 9월 13일 캘리포니아주 라 메사에서 에밀리 머스테인(결혼 전 성은 데이비드)와 존 머스테인 사이에서 태어났다. 그의 부친은 프랑스, 캐나다, 아일랜드, 핀란드계였고 그의 모친은 독일인이었다. 그는 여호와의 증인으로 양육되었다. 그의 위로 2명의 누나가 있었는데 아버지의 잦은 폭력으로 인해 불우한 유년기를 보냈다. 17살 때는 재정적 어려움에 시달려 마약에 손대고 만다. 이후 기타를 본격적으로 배워 'BC 리치'와 '패닉' 밴드에서 활동한다.

## 초기 커리어

### 패닉
패닉은 머스테인의 첫 밴드였다. 그는 리드 기타리스트였으며 나머지 구성원으로는 드러머 마이크 레프트위치, 베이시스트 밥 에반스, 리듬 기타리스트 톰 퀘크, 보컬 팻 보엑스가 있었다. 레프트위치와 음향 담당자는 패닉의 두 번째 공연 이후 자동차 사고로 사망하였다. 머스테인은 1981년에 밴드가 해체할 때 퀘크 또한 죽었다고 했다.

### 메탈리카
1981년, 머스테인은 메탈리카에 리드 기타리스트로 가입하기 위해 패닉을 그만두었다. 메탈리카의 드러머 라스 울리히는 지역 신문인 더 리사이클러(The Recycler)에 리드 기타리스트를 구하는 광고를 붙였다. 머스테인은 제임스 헷필드와 라스 울리히의 첫 만남을 이렇게 기억한다고 했다. "나는 방에서 오디션 준비를 마친 뒤 그들에게 "자, 이제 오디션을 봐도 될까?"라고 물었고 그들은 "그럴 필요 없어. 이미 넌 붙었어"라고 했다. 난 이게 이렇게 쉬운 일인지 몰랐다. 그 다음에 난 축하의 의미로 그들에게 술을 함께 마시자고 제안했다."
그러나 그는 1983년에 메탈리카의 데뷔 음반인 Kill 'Em All을 녹음하기 직전에 밴드에서 쫓겨난다. 메탈 블레이드 레코드의 사장 브라이언 슬래이젤은 한 인터뷰에서, "데이브는 매우 재능있는 사람이었지만 알콜, 마약 문제도 많았던 사람이었다. 그가 취하면 태도가 180도 돌변하여 완전히 미쳐날뛰는 과대망상증 환자가 되버린다. 다른 구성원들은 그를 통제하지 못했다. 내 말은, 구성원 모두가 술을 많이 먹긴 했지만 데이브는 정도가 지나쳤다. 데이브가 정신이 잃을 정도로 마실 때 언제나 메탈리카의 구성원들이 그를 내쫓아야겠다는 생각이 들었을 것 같다."라고 했다.
한 때 머스테인은 리허설 날에 그의 개를 데려온 적이 있다. 그 개는 당시 메탈리카의 베이시스트였던 론 맥거브니의 차에 뛰어 올라 흠집을 내버렸다. 화가 난 헷필드는 머스테인의 개에게 고함을 지르고 개를 걷어차버렸다. 그러자 머스테인은 헷필드와 맥거브니에게 덤벼들었고 울리히에게 욕지거리를 해댔다. 그 사건 이후 머스테인은 밴드에서 해고되었지만 다음 날 그는 다시 밴드에 복귀하게 된다. 다른 사고로, 머스테인이 술을 마시고 있을 때 맥주 한 캔을 맥거브니의 베이스 기타의 넥과 픽업에 부어버렸다. 화가 난 맥거브니는 머스테인과 헷필드에게 자신의 집에서 나가라고 했고 이후 밴드를 탈퇴해버렸다.
1983년 4월 11일, 메탈리카가 데뷔 음반을 녹음하기 위해 뉴욕으로 향하고 머스테인은 그의 약물, 알콜 중독, 행실과 태도 불량으로 인한 구성원들간의 잦은 충돌의 이유로 해고당했다. 머스테인은 그의 해고에 대하여, "경고도 없고 두 번째 기회도 없었다."라고 언급했다. 밴드는 머스테인의 장비를 챙겨 그를 포트 오소리티 버스 터미널로 데려가 로스 앤젤리스로 떠나는 그레이하운드에 태워 보냈다. 그 버스 안에서 머스테인은 가사 몇 줄을 끄적이게 되는데 나중에 이는 메가데스의 1988년 발매작인 So Far, So Good... So What!의 수록곡 "Set the World Afire"의 가사가 된다.
메탈리카에 재직할 때 머스테인은 투어를 다니기도 했고 Kill 'Em All의 수록곡 4개를 공동작곡했으며, 이후에 메탈리카의 1984년 발매작 Ride the Lightning에 수록되는 두 곡을 공동작곡했다. 그는 또한 Master of Puppets 음반의 수록곡 "Leper Messiah"를 작곡했다고 미증거의 소송을 걸기도 했다.

### 폴른 엔젤스
폴른 엔젤스는 머스테인이 메탈리카로부터 쫓겨난 뒤에 창단하여 짧게 활동했던 밴드이다. 1983년 4월, 캘리포니아 주로 돌아와 어머니와 함께 살던 그는 로비 맥키니의 도움을 받아 직업을 구하게 된다. 맥키니와 그의 친구 맷 키셀스타인은 머스테인과 함께 텔레마케터로 일하게 된다. 머스테인은 할리우드의 아파트로 거처를 옮기기 위한 자금이 마련되자마자 일을 그만두었고 기타를 치던 맥키니와 베이스를 치던 키셀스타인에게 그의 밴드 폴른 엔젤스로 영입했다. 그의 자서전에서 그는, "우리는 서로 잘 맞지도 않았고 열정도 없었고 튀는 아이디어도 없었다."라고 했다. 이 구성원은 오래 가지 못했다.
이후 머스테인은 데이브 엘렙슨과 그레그 핸드빗와 함께 하게 된다. 머스테인과 같은 아파트 아래층에 살고 있던 엘렙슨은 반 헤일런의 "Runnin' with the Devil"의 베이스 연주를 하고 있었다. 당시 숙취 상태였던 머스테인은 발을 구르면서 그에게 조용히 하라고 소리쳤고 꽃병을 창문 밖으로 집어던져 아파트 아래의 에어컨을 맞춰버렸다. 이후 엘렙슨과 핸드빗는 머스테인의 아파트로 찾아와 담배를 구하게 된다. 머스테인은, "가게는 저쪽에 있소."라고 대답하고 그들의 면전에서 문을 세게 닫아버린다. 몇 분 뒤, 그들은 다시 문을 두들기며 그에게 술을 사달라고 한다. 머스테인은, "이제야 얘기가 좀 통하는 군."이라고 답하며 승락했다. 셋은 그날 밤을 음악에 대해 얘기하며 보냈고 이후 머스테인과 엘렙슨, 핸드빗은 같은 밴드 구성원이 되었다.
보컬에 대한 자신감이 별로 없던 머스테인은 '로' 케인 (본명은 로렌스 레나)를 영입한다. 케인은 머스테인이 만든 곡 중 이름이 'Megadeth' 인 곡을 알게 되었고 밴드의 이름은 '메가데스'로 바꾸라고 제안했다. 그러나 그는 밴드에 오래 재직하지 않았다. 그가 탈퇴한 뒤, 드러머 디존 캐러더스가 가입했다. 머스테인, 엘렙슨, 핸드빗, 캐러더스 라인업이 완성되면서 메가데스의 첫 단추가 꿰메졌다.

## 메가데스

### 1980년대
여러 번의 오디션에서 보컬을 찾지 못하자 머스테인은 기타와 보컬 동시에 맡기로 결정했다. 1984년, 드러머 리 라우쉬와 함께 메가데스는 세 곡을 수록한 데모를 녹음한다. 캐러더스의 탈퇴는 머스테인과 엘렙슨의 불신으로 이루어졌는데 캐러더스는 그의 어두운 과거를 숨기기 위해 나는 스페인인이며 너희들이 인종차별주의자도 아닌데도 왜 나를 의심하느냐라고 따졌다. 케리 킹이 밴드에 가입하여 몇 번 공연하였으나 그의 밴드 슬레이어의 활동에 열중하기 위해 일 주일도 안되어서 탈퇴해버렸다. 라우시는 그의 발목 부상에도 불구하고 머스테인이 연주를 강요하자 탈퇴해버렸고 이후 재즈 영향을 받은 드러머 가 사무엘슨이 가입했다. 메가데스는 삼인조 구성으로 데모 음반을 녹음했고 이 음반은 재즈 기타리스트이자 사무엘슨의 친구였던 크리스 폴란드가 관심을 두게 된다. 결국 그도 밴드에 가입했다. 11월, 밴드는 컴뱃 레코드와 계약을 맺고 투어를 다니기 시작했다.
1985년 6월, 메가데스는 컴뱃 레코드를 통해 그들의 첫 음반 Killing Is My Business... and Business Is Good!를 발매한다. 그 해 여름에 밴드는 익사이터와 함께 미국과 캐나다 지역을 투어한다. 크리스 폴란드는 헤로인 소지죄로 인해 잠시 동안 감금되어 마이크 앨버트가 그를 대신한다. 폴란드가 풀려난 이후 10월에 밴드에 재가입하고 컴뱃 레코드를 통해 두 번째 음반을 녹음하기 시작했다. 신년 바로 전 날, 메가데스는 엑소더스와 메탈 처치와 함께 샌 프란시스코에서 공연한다. 메탈리카가 공연의 헤드라이너였는데 이 공연 이후로 1991년까지 메가데스와 메탈리카가 함께 무대에 서는 일은 없었다.
1986년, Killing Is My Business... and Business Is Good!의 녹음 이후, 머스테인은 잭슨 기타 사에서 커스텀 제작 기타를 찾는다. 잭슨 사는 머스테인을 위해 기존의 스탠더드 22 프랫 킹 V 기타에 프랫 2개를 더 부착한 모델을 제작했다. 1990년대부터 잭슨 사는 데이브 머스테인의 시그니처 시리즈인 잭슨 킹 V의 대량생산을 시작했고 2000년대 초반까지 계속하게 된다. 이 모델은 시모어 던컨 SH-4 픽업 (TB-4 픽업이라고도 알려져 있다)를 사용한다.
다음 해에 메가데스는 메이저 레이블사인 캐피털 레코드와 계약하였고 밴드는 그들의 두 번째 음반 Peace Sells... but Who's Buying?를 컴뱃 레코드를 통해 발매한다. 메가데스는 미국 투어에서 킹 다이아몬드와 모터헤드의 오프닝 밴드로 무대에 선다. 11월에 발매된 이 음반은 메탈 음반의 역사적인 걸작이었다. 스래시 넘버 "Wake Up Dead"와 함께 MTV 뉴스를 시작할 때 쓰였던 오프닝 베이스 연주를 담고 있는 "Peace Sells"가 음반의 대표곡으로 꼽힌다. 두 곡의 뮤직 비디오는 MTV의 헤드뱅어스 볼(Headbanger's Ball)에 고정 프로그램이 되었다.
1987년 2월, 메가데스는 앨리스 쿠퍼의 Constrictor 투어에서 오프닝 밴드로 공연하였다. 또한 메가데스에 큰 영향을 미친 머시풀 페이트의 프론트맨인 킹 다이아몬드와 함께 투어를 다니기도 했다. 3월, 메가데스의 첫 번째 월드 투어가 영국에서 시작되었다. 머스테인과 엘렙슨은 밴드 맬리스(Malice)의 License To Kill 음반의 게스트로 참여하기도 했다. 메가데스는 영화 "Dudes"에 삽입될 사운드트랙을 위해 그들의 곡 "These Boots"를 재녹음하였고 그 해 여름에 엑소더스와 네크로스와 함께 투어를 다녔다. 머스테인은 마약 중독이었던 폴란드와 사무엘슨이 마약을 구입하기 위해 밴드의 장비를 훔쳐서 전당포에 팔고 있다는 의심이 들어 하와이 공연이 끝난 뒤 그들을 해고시킨다.
사무엘슨의 드럼 테크니션이었던 척 벨러가 다음 드러머가 되었고 제프 영이 폴란드를 교체하게 되었다. 메가데스는 1988년 1월에 세 번째 음반 So Far, So Good... So What!을 발매했다. 대표곡으로 "In My Darkest Hour"가 있는데 음반의 설명에 보면 이 곡은 가사 내용과는 상관없이 메탈리카의 베이시스트 클리프 버튼의 죽음을 추도하기 위해 작곡되었다고 한다. "Hook in Mouth"는 패런츠 뮤직 리소스 센터(Parents Music Resource Center)를 맹렬히 비난하는 내용의 곡이었다. 그러나 섹스 피스톨즈의 "Anarchy in the UK"의 커버곡은 섹스 피스톨즈의 전 구성원인 스티브 존스가 게스트로 참여했음에도 불구하고 올뮤직의 비평가들로부터 비판을 받았다.
다음 해에 메가데스는 디오와 아이언 메이든의 투어에서 오프닝 밴드로 공연했고 영국 캐슬 도닝턴에서 열린 몬스터즈 오브 록 페스티벌에서는 키스, 아이언 메이든, 건즈 앤 로지스, 데이빗 리 로스, 헬로윈과 함께 공연하였다. 이후 머스테인은 영이 머스테인의 전 여자친구와 관계를 맺으려는 생각을 고발하며 벨러와 영을 해고한다. 이 시기에 머스테인은 시애틀의 스래시 메탈 밴드 생추어리의 데뷔 음반 Refuge Denied의 프로듀서를 맡는다.
척 벨러의 드럼 테크니션이었던 닉 멘자가 1989년에 메가데스에 가입한다. 밴드는 웨스 크레이븐 감독의 공포 영화 "Shocker"에 삽입곡을 위해 앨리스 쿠퍼의 "No More Mr. Nice Guy"의 커버곡을 삼인조 구성으로 녹음한다. 영화 감독 페넬로프 스피리스는 비하인드 더 뮤직의 한 에피소드에서 메가데스에 대하여 언급한다. 그녀는 머스테인이 뮤직 비디오를 찍으러 나타났을 때 약에 너무 취해 있어서 노래와 기타 연주를 동시에 할 수 없어 따로 녹음을 해야 했다고 회고한다. 머스테인은 그 해 3월에 마약에 취한 채 운전을 하다가 체포된 적 있으며 형벌로 재활 프로그램에 강제로 참여하게 되었는데 이는 앞으로의 15번의 재활 프로그램 중 첫 번째에 불과하였다.

### 1990년대
1990년 2월, 캐코포니의 전 기타리스트 마티 프리드먼이 메가데스에 가입하였다. 그 해 9월, 밴드는 슬레이어, 수어사이덜 텐덴시즈, 테스터먼트와 함께 클래시 오브 더 타이탄즈(Clash of the Titans) 투어를 다녔다. 투어가 시작되고 한 달뒤, 메가데스는 Rust in Peace를 발매했는데 이 음반은 큰 상업적 성공을 거두었다. 음반 발매 후, 밴드는 주다스 프리스트의 서포트 밴드로 투어를 다니기 시작했다.
메가데스는 1991년에 록 인 리오(Rock in Rio) 공연에서 145,000명의 관객 앞에서 공연한 뒤, 앨리스 인 체인스를 특별 게스트 밴드로 두고 월드 투어를 다녔다. 머스테인은 4월에 결혼식을 올렸는데 동시에 밴드의 Rusted Pieces 홈 비디오가 발매되기도 했다. 그 해 여름, 앨리스 인 체인스를 오프닝 밴드로 두고 메가데스, 슬레이어, 앤스랙스가 함께 참여한 클래시 오브 더 타이탄즈 북미 투어가 단행되었다. 다음 해에는 메가데스의 "Go to Hell"이 영화 "Bill & Ted's Bogus Journey"의 사운드트랙으로 수록되었다.
또한 1991년에 머스테인은 다이아몬드 헤드의 션 해리스와 곡 "Crown of Worms" 을 공동작업하였으며 이후 다이아몬드 헤드의 재결성 음반인 Death and Progress의 제작에 참여한다. 그와 그의 아내 파멜라는 1992년 11월에 첫째 아들 저스티스(Justis)를 득남한다. 1992년에 메가데스의 "Breakpoint"가 영화 "Super Mario Bros"의 사운드트랙으로 수록된다. 7월에는 메가데스의 가장 상업적으로 성공한 음반인 Countdown to Extinction이 발매된다. 음반은 빌보드 200 차트 2위를 기록했으며 대표곡으로는 "Symphony of Destruction", "Sweating Bullets", "Skin o' My Teeth" 등이 있다. "Symphony of Destruction"의 뮤직비디오의 장면 중 정치적 수장이 암살되는 장면이 편집되어 공개되었고 "Skin o' My Teeth"는 MTV에 방영되었으며 머스테인은 이 곡이 자살을 조장하는 내용이 아니라고 설명했다. 엘렙슨은 음반의 발라드 트랙 "Foreclosure of a Dream"의 작사를, 멘자는 타이틀 트랙 "Countdown to Extinction"에 트로피 사냥을 비판하는 내용으로 작사하였다. 이 음반을 시작으로 메가데스의 작곡 방식이 머스테인의 독자적 작곡에서 공동작곡으로 바뀌기 시작했다.
메가데스는 이후 Countdown to Extinction 투어를 단행하였고 판테라와 수어사이덜 텐덴시즈가 오프닝 밴드로 참여하였다. MTV 뉴스는 그 해 여름 머스테인을 초대하여 정치적인 대화를 나눴다. 11월, "Exposure of a Dream"의 홈 비디오가 발매되었다. 1993년에 머스테인은 그의 음악적 감각에 크게 영향을 준 밴드 다이아몬드 헤드의 새 음반 작업에 게스트로 참여했다. 메가데스는 스톤 템플 파일럿츠를 오프닝 밴드로 두고 미국 투어를 시작하였다. 그러나 머스테인의 계속된 약물 중독 문제로 인하여 이번 투어과 함께 일본 무도관에서의 공연 또한 취소되었다. 6월, 메가데스는 다이아몬드 헤드와 메탈리카와 함께 밀턴 키네스 보울(Milton Keynes Bowl)에서 공연하였고 메탈리카의 여러 유럽 스타디움 공연의 오프닝 밴드로 공연하였다. 메가데스는 에어로스미스의 투어 중 7일만에 쫓겨났는데 머스테인이 "에어로스미스는 거의 죽을 때가 다 돼서 우리 공연할 시간도 충분치 않다" 라고 발언하였기 때문이다. 밴드의 곡 "Angry Again"은 1993년 아놀드 슈워제네거 주연의 라스트 액션 히어로의 사운드트랙에, "99 Ways To Die"는 애니메이션 "The Beavis and Butt-Head Experience"의 컴필레이션 음반에 수록되었다.
메가데스는 1994년 Youthanasia를 발매하였는데 이 음반은 전 음반인 Countdown to Extinction의 상업적인 성공을 의식하고 작곡되었다는 것이 자명하였다. 밴드는 블랙 사바스에 대한 추모 음반 Nativity in Black: A Tribute to Black Sabbath 음반 작업에 참여하여 블랙 사바스의 "Paranoid"를 커버하였다. 또한 MTV의 프로그램 "Night of the Living Megadeth"에 출연하여 새 음반의 할로윈 발매를 기념하였다. 다음 달에 밴드는 남미 투어를 단행하였다. Youthanasia는 캐나다에서 판매된 음반 역사상 "골드" 등급 인증(50만 장 이상 판매)을 가장 빨리 받은 음반이 되었으며 전세계적으로도 높은 판매량을 거두었다. 음반은 "À Tout le Monde"와 같은 트랙들을 수록하여 메가데스만의 서정적인 면을 드러내었다. 또한 음반의 수록곡 "Train of Consequences"의 뮤직 비디오는 밴드의 뮤직 비디오 중 가장 널리 알려지게 되었다. 트랙 "Diadems"는 1995년 영화 "Tales from the Crypt Presents: Demon Knight"의 사운드트랙에 수록되기도 했다.
메가데스는 음반 발매 이후 코로전 오브 컨포미티와 함께 1월부터 2월까지 투어를 진행하였다. 3월에는 컴필레이션 음반 Hidden Treasures가 유럽에 발매되었다. 홈 비디오 "Evolver: The Making of Youthanasia"가 5월에 발매되었고 Hidden Treasures가 7월에 미국과 일본에서 발매되었다. 이후 밴드는 플롯섬 앤 젯섬, 콘, 피어 팩토리와 함께 레커닝 데이(Reckoning Day)투어를 다니기 시작했다. 9월에는 남미 페루에서 열린 몬스터즈 오브 록(Monsters of Rock) 페스티벌에서 공연하였다.
1996년 그래미에서 메가데스의 "Paranoid"가 노미네이트되었다. 머스테인은 수어사이덜 텐덴시즈의 드러머 지미 디그라소와 피어의 보컬 리 빙과 함께 MD.45라는 밴드를 만들어 음반을 발매했다. 9월, 메가데스는 테네시주 내슈빌의 스튜디오에서 Cryptic Writings를 녹음했다.
1997년 발매작 Cryptic Writings는 "Vortex"나 "FFF" 같은 메가데스 식 스래시 메탈 곡도 수록하고 있었지만 좀 더 대중성을 가미한 "Trust" 같은 곡도 수록하고 있었다. "Trust"는 빌보드 차트에서 1위를 기록했고 여러 록 라디오를 타게 되었다. 메가데스의 공식 웹사이트가 그 해에 개설되었고 6월에 진행된 메가데스의 투어의 오프닝 밴드로 재결성된 미스피츠가 공연하였다. 카오스 코믹스는 "The Cryptic Writings of Megadeth"의 이름으로 만화책을 출판하였고 밴드의 곡 "Almost Honest"이 리믹스되어 영화 모탈 컴뱃 2에 삽입되었다. 12월 말에는 아르헨티나 부에노스 아이레스에서 오직 어쿠스틱 악기로만 구성된 공연을 하였다.
1998년 1월 28일에 머스테인의 딸 엘렉트라 머스테인(Electra Mustaine)이 태어났으며 같은 해에 곡 "Trust"는 그래미에서 노미네이트되었다. 그 해 여름 메가데스는 오즈페스트에서 공연하였다. 밴드의 드러머 닉 멘자가 무릎 부상으로 병원 입원 중일 때 머스테인은 그를 해고하고 MD.45에서 함께 활동하던 지미 디그라소를 메가데스에 영입한다. 12월 31일, 메가데스는 소울플라이, 슬레이어, 판테라와 함께 블랙 사바스의 서포트 밴드로 공연하였다.
Cryptic Writings의 투어 중, 머스테인은 인터뷰에서 "She-Wolf"나 "Vortex" 같은 곡들을 통해 아이언 메이든이나 모터헤드 같은 정통 헤비메탈에 다시 관심을 갖게 되었다고 말했으며 다음 음반의 음악성은 "반은 Rust in Peace, 나머지 반은 Cryptic Writings"일 것이라고 했다. 그러나 메탈리카의 라스 울리히가 언론에서 머스테인이 좀 더 위험(Risks)을 감수하면서 대담해지길 바란다고 발언하자, 머스테인은 바로 음반에 여러 수정, 추가 작업을 하게 되었다. 그는 곡 "Crush 'Em"을 레슬링 경기에서 재생되기를 바라며 썼다고 밝혔다. 몇 년 뒤, 머스테인은 프리드먼이 좀 더 "팝"적인 음악에 대한 관심을 갖게 되자 그와 반목하게 되는 경우가 잦아졌다. 1999년 8월 31일, 내슈빌에서 프로듀서 댄 허프와 녹음한 음반 Risk가 발매되었다. "Crush 'Em"은 영화 유니버셜 솔져 2: 그 두번째 임무에 삽입되었고 여러 WCW 레슬링 경기(주로 먼데이 니트로)에서 재생되었다. 7월, 밴드는 블랙 사바스에 대한 두 번째 트리뷰트 음반의 수록곡 "Never Say Die"를 녹음한다. 그들은 1999년 우드스톡 뮤직 페스티벌을 마친 뒤 아이언 메이든의 유럽 공연에서 오프닝 밴드를 공연한다. 1999년, 마티 프리드먼이 밴드를 탈퇴하였고 그 해 메가데스는 별다른 활동을 하지 않는다.

### 2000년대
Risk 음반의 투어는 계속되었고 탈퇴한 프리드먼을 대신해서 알 피트랠리가 밴드에 가입하였다. 4월, 새로운 라인업으로 구성된 메가데스는 몇 달 동안 새 음반 작업을 시작하고 이후 캐피털 레코드와 공식적으로 계약을 해지한다. 여름에는 앤스랙스와 머틀리 크루와 함께 투어를 진행하였다. 그 해 가을에 캐피톨 레코드는 Capitol Punishment: The Megadeth Years라는 이름의 컴필레이션 음반은 발매하여 새 2곡을 발표했다. 그 중 "Dread and the Fugitive Mind"는 다음 해에 발매되는 메가데스의 정규 음반에 실리게 된다. 메가데스는 새로 생추어리 레코드와 함께 계약을 맺고 연말에 음반 작업을 끝마치게 된다. 12월 31일에는 알래스카 앵커리지에서 공연하였다.
어쿠스틱 악기로만 구성된 투어는 라디오 스테이션의 지원을 받아 진행되었고 곡 "Moto Psycho"의 뮤직비디오가 촬영되었다. 2001년 5월에는 음반 The World Needs A Hero가 발매되었고 그 해 여름에는 AC/DC의 서포트 밴드로 여러 페스티벌에서 공연하였다. 9월, 메가데스는 엔도와 아이스드 어스와 함께 북미 투어를 진행했다. 그 해에 메가데스는 VH1의 프로그램 "Behind The Music"에 출연하였고 영상은 DVD로 발매되었다. 연말에 밴드는 애리조나에서 공연 영상 2개를 찍었고 이는 이후 Rude Awakening으로 발매된다. Rude Awakening의 발매 이후인 2002년 초반에는 Killing Is My Business... and Business is Good! 음반의 리마스터판이 보너스 트랙을 실은 채로 특별 포장되어 발매되었다.

2002년, 머스테인은 신장결석으로 인해 병원 치료를 받아야 했다. 치료 도중, 그는 진통제를 투여받았으나 이로 인해 병이 재발하게 되었다. 퇴원 이후, 그는 텍사스에서 바로 건강 검사를 받는다. 재활 치료 도중, 머스테인은 그의 왼쪽 팔에 극심한 통증을 겪는다. 그가 의자에서 잘 때 왼쪽 팔을 등에 깔고 잔게 문제가 되어 노신경에 무리가 간 것이다. 그는 요골 신경 장애라는 진단을 받았고 왼손으로는 물건을 잡거나 심지어 주먹을 쥐는 것 조차 하지 못했다.

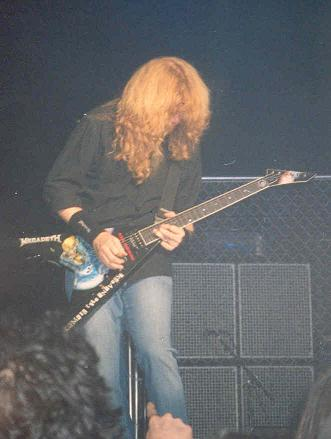
플로리다주 올랜도에서 열린 기간투어 공연 중인 데이브 머스테인

2002년 4월 3일, 머스테인은 언론에서 그의 팔 부상으로 인해 메가데스를 해체한다고 발표했다. 다음 4개월 동안, 그는 일 주일에 5일 정도 물리치료를 받아야만 했다. 그의 왼손은 다시 기타를 칠 수 있을 정도로 회복되었으나 기타를 연주하기 위해 다시 연습하는 시기를 가질 수 밖에 없었다.
그는 SuicideGirls와의 인터뷰에서 이렇게 말한다: "내 팔의 고통이 매우 극심했기 때문에 잠시 은퇴 기간을 가졌었다. 밴드가 해체될 당시에는 알 피트렐리, 데이브 엘렙슨, 지미 디그라소와 내가 구성원으로 있었다. 나와 알 사이에는 몇 가지 문제가 있었는데 이유는 그가 음주를 즐겨했고 우리는 그가 취한 채로 함께 무대에 오르기를 원치 않았다. 또한 알은 아름다운 아내 또한 얻게 되었는데 시간을 오직 그녀에게 할애하는 경향이 있었다. 남자들 대부분이 몇 년이 지나면 그런 애착이 떨어진다고 해서 그 또한 시간이 지나면 괜찮아질 줄 알았다. 그러나 그는 그냥 밴드에 어울리지 않았던 것이다. 디그라소와는 더욱 더 같이 있기가 힘들었는데 맨날 돈과 갖고 싶어하는 것들에 대하여 불평을 늘어놓았고 엘렙슨은 그가 쓴 곡에 대한 자부심이 강하여 작곡 과정에서 꽤나 힘들었다. 솔직히 이 사람들과 계속 밴드를 이어나가기 싫었는데 팔에 부상을 입게 되자 나는 이를 행운으로 여기고 밴드를 그만둬야한다고 생각이 들게 되었다."
머스테인은 그의 팔 부상 치료를 위해 물리치료를 받게 되었다. 회복 기간 동안, 그는 다른 여러 음반 산업과 프로덕션에도 참여했다. 주치의들이 예상한 바와는 달리 그는 짧은 시간에 완쾌하였다. 그러나 2003년 동안 메가데스는 별다른 활동을 하지 않는다. 머스테인은 잭슨 기타 사와의 계약을 해지하고 여러 소규모 공연에서 어쿠스틱 단독 공연을 진행하기도 하였다. NAMM 박람회에서는 그의 새 ESP 기타 모델을 출시하였고 음반 Peace Sells... but Who's Buying?의 오디오 DVD를 돌비 디지털 5.1 서라운드 사운드로 제작하여 발매하였다.
동시에 그의 사생활에도 변화가 생겼다. 그는 개신교로 귀의하여 오프닝 밴드 로팅 크라이스트와 디섹션과 함께 할 예정이었던 그리스 공연을 취소하였다. 그는 더 데일리 타임즈 신문과의 인터뷰에서 그 자신만의 세상은 이미 흩어져버렸고 오직 개신교인이 되는 것만이 다시 찾을 수 있는 방안이라고 생각했다고 한다. "여호와의 증인으로 다시 돌아갈까도 생각해봤는데, 그건 별로 좋지 않다고 생각이 들었다." "십자가를 올려다보며 나는 "내가 더 잃을 것이 있나?"라고 말했다. 이후 내 삶이 통째로 바뀌어버렸다. 꽤나 힘든 결정이었지만 이를 철회할 생각을 없다. 평생동안 신을 믿다가 없다는 것을 깨닫는 것이 믿지 않다가 있다는 것을 깨닫는 것보다 더 낫다고 생각했다." 그는 또한 그의 재능이 신으로부터 부여받은 것이라고 생각한다. "세계 제일의 기타리스트가 되는 것은 신으로부터의 선물이고 매우 기쁜일이다. 그러나 언제나 예수님이 나보다 훨씬 위대한 존재인 것은 당연하다. 어쨋든 나는 이런 것에 세속적 가치를 부과하지 않기로 했다."
2004년, 머스테인은 캐피톨 레코드의 카탈로그에 수록된 메가데스의 곡 전체를 리마스터링했다. 모든 음반은 보너스 트랙과 새 해설들과 함께 재발매되었다. 생추어리 레코드와의 계약으로 하나의 음반 작업이 남아있었고 머스테인은 드러머 비니 콜라이유타와 베이시스트 지미 슬로아스와 함께 새 프로젝트를 시작하였고 그의 솔로 음반으로 계획을 잡았다. 오래전 친구인 크리스 폴란드의 도움으로 끝나게 된 이 프로젝트는 메가데스의 음반 The System Has Failed로 2004년 9월 14일에 발매되었다. 한 달 전에, 머스테인은 메가데스의 새로운 구성원인 글렌 드로버(킹 다이아몬드/에이돌론)과 제임스 맥도노(아이스드 어스)를 소개하였다. 닉 멘자는 머스테인과의 음악적 견해 차이로 탈퇴하여 새로운 밴드에 가입하게 된다. 글렌의 형인 드러머 숀 드로버까지 합류하면서 메가데스는 엑소더스를 서포트 밴드로 두고 미국 투어를 시작한다.
2005년 2월, 다이아몬드 헤드와 던전을 서포트 밴드로 둔 '블랙메일 더 유니버스(Blackmail The Universe)' 투어가 시작되었다. 캐피톨 레코드는 6월에 히트작 음반인 Back to the Start를 발매하였고 한 달 뒤에 머스테인은 드림 시어터, 앤스랙스, 피어 팩토리, 심포니 엑스, 딜린저 이스케이프 플랜, 라이프 오브 애거니를 포함한 여러 밴드들과 함께 기간투어를 만들어 진행한다. 2005년 기간투어에서 머스테인은 영적 상담사를 고용하여 마약 중독으로 피폐해진 그의 삶을 치유하였다. 딜린저 이스케이프 플랜의 프론트맨인 그레그 푸치애토는 이렇게 말했다: "머스테인과 함께 다니는 목사가 한 명 있는데 내 생각에는 그것 때문에 그가 직선적이고 좁은 길로만 가게 하도록 했던 것 같다."
Arsenal of Megadeth란 이름의 문집 DVD가 2006년 3월 21일에 발매되었다. 제임스 맥도노는 2월에 제임스 로멘조(블랙 레이블 소사이어티, 화이트 라이언)으로 교체되었고 밴드는 이후 아랍에미리트 연합국에서 열리는 두바이 데저트 록 페스티벌(Dubai Desert Rock Festival)로 떠나게 된다. 4월 19일, 밴드는 영국 SARM 스튜디오(데이비드 길모어의 집이기도 하다)에서 새 음반 United Abominations를 녹음하기 시작한다. 또한 2006년 5월에는 음반이 로드러너 레코드를 통해 전세계로 유통된다는 소식이 전해졌다. United Abominations은 2007년 5월 15일에 전세계로 발매되었으나 음반은 이미 발매 전에 유출된 상태였다. 2008년 1월 13일, 머스테인은 기타리스트 글렌 드로버가 그의 가족에 시간을 더 할애하기 위하여 메가데스를 떠난다고 했고 그를 대신하여 재그 판저 출신의 크리스 브로더릭을 영입했다고 알렸다. 이렇게 새롭게 구성된 라인업으로 2월 4일에 핀란드에서 첫 공연을 마친 뒤 미국으로 돌아와 2008년도 기간투어에서 공연하였다. 2009년 9월 15일, 밴드의 12번째 정규 음반 Endgame이 발매되었다.
머스테인은 캘리포니아에 있는 메가데스의 녹음 스튜디오를 개방하여 저소득층 어린이들에게 록 음악을 알리려 했다. 밴드는 캘리포니아주 샌 디에고에 한 건물을 소유하고 있는데 이 곳에 수년간 그들의 녹음 장비를 보관해왔다. 케랑!과의 인터뷰에서 머스테인은 스튜디오를 저소득층 가구의 어린이들의 학습 장소로 만들어지기를 바랬다고 했다. 또한 그는 어린이들에게 악기 연주 또한 가르치기도 했다.

### 2010년대
2010년, 데이브 엘렙슨이 2002년에 메가데스가 해체한 지 8년만에 밴드에 재가입했다. 엘렙슨과 머스테인은 과거에 있었던 해결되지 않은 문제들을 내버려두자고 서로간에 합의했고 다시 친분을 쌓고 있다. 엘렙슨은 "서로 떨어져있는 시간 동안 머스테인과 나는 깨달은 점이 있는데 그것은 우리 개개인이 아무리 창작활동을 해도 결국 메가데스에서 함께 일한 것보단 덜 하다는 것이다."라고 소감을 밝혔다. 메가데스는 Rust In Peace 음반의 20주년을 기념하는 투어를 다니기 시작했고 공연에서 Rust In Peace 음반 수록곡의 전부와 "Wake Up Dead", "In My Darkest Hour", "Skin O' My Teeth" 같은 히트곡들 또한 연주했다.
6월 16일, 스래시 메탈의 "빅 4"(메가데스, 메탈리카, 앤스랙스, 슬레이어) 밴드들이 폴란드 바르샤바에서 함께 공연하였다. 공연은 또한 스위스, 영국, 미국, 그리스, 독일, 스웨덴에서 행해졌고 2011년 9월 14일에 뉴욕 시의 양키 스타디움에서 마무리를 지었다. 불가리아의 소피아에서 열린 공연이 녹화되어 블루레이 디스크와 DVD로 발매되었다.
2010년 8월 3일, 머스테인은 그의 자서전 Mustaine: A Heavy Metal Memoir를 미국에 출판하였다. 책은 머스테인의 유년기부터 Endgame 음반이 발매될 때인 2009년까지를 담고 있다. 또한 Mustaine: A Life in Metal이란 이름으로 변경되어 영국, 유럽, 호주, 뉴질랜드에도 출판되었다. 2011년 12월, 머스테인은 필모어 상영관에서 열린 메탈리카의 30주년 기념 축하 행사에 참석하였고 메탈리카의 데뷔 음반의 5곡을 함께 연주했다. 2014년 10월 4일, 알츠하이머병을 앓고 있던 머스테인의 장모가 야영지에서 실종되었고 11월 26일에 주검으로 발견되었다.

## 기타 히어로: 워리어즈 오브 록
머스테인은 비디오 게임 기타 히어로: 워리어즈 오브 록에 수록될 곡인 "Sudden Death"를 작곡하였고 2010년 9월에 메가데스의 이름으로 발매되었다. 게임은 또한 메가데스의 곡 "Holy Wars... The Punishment Due"와 "This Day We Fight!"를 추가로 담고 있었다. 다운로드 가능했던 메가데스의 곡들이 2015년 3월 31일에 게임의 DLC 곡들과 함께 삭제되었다. 이전에 이용가능한 트랙으로는 "Symphony of Destruction", "Hangar 18", "Peace Sells"가 있었다.

## 기간투어
2005년 여름, 머스테인은 북미 지역 전체를 도는 메탈 페스티벌을 개최했다. 그는 이 페스티벌의 이름을 유년기 때 시청했던 만화영화 철인 28호의 영문 제목 "Gigantor"에서 영감을 얻어 '기간투어'라고 지었다. 첫 페스티벌은 메가데스와 드림 시어터가 공동 헤드라이너를 장식한 채로 피어 팩토리, 더 딜린저 이스케이프 플랜와 같은 메탈 밴드들이 참여하여 약 6주간 진행되었다. 머스테인은 이 투어의 주요한 목적은 미국의 메탈 팬들에게 오즈페스트에 비교하여 좀 더 절충적이고 합리적인 가격의 공연을 선사하기 위함이라고 밝혔다.
2006년 9월에 두 번째 기간투어가 열리게 되었고 메가데스와 함께 램 오브 갓, 오페스, 아치 에너미가 참여하였다. 세컨드 스테이지에서 공연한 밴드로는 오버킬, 인투 이터니티, 생티티, 더 스매시업이 있었다.
2007년 기간투어에는 메가데스와 함께 브링 미 더 호라이즌, 스태틱-X, 데빌드라이버, 라쿠나 코일이 참여했다. 메가데스는 2008년 3월에 처음으로 인도 벵갈루루으로 투어를 다녀왔다.
2008년 기간투어에는 메가데스, 칠드런 오브 보돔, 인 플레임즈, 하이 온 파이어, 잡 포 어 카우보이가 참여했고 영국과 스칸디나비아 투어에는 에빌 또한 참여하였다. 이 때 촬영된 메가데스의 라이브 공연 영상이 Blood in the Water: Live in San Diego라는 이름으로 11월 2일 미국의 TV 프로그램 HDNet에서 방송되었다.
2011년 11월에 기간투어가 다시 열린다는 소식이 전해졌다. 라인업으로는 메가데스, 모터헤드, 볼비트, 라쿠나 코일이 있었으며 2012년 1월 26일에 뉴저지주 캠든의 서스퀘하나 뱅크 센터(Susquehanna Bank Center)에서 첫 공연이 진행되었다.

## 기타 연주 실력
2004년, 기타 월드 잡지는 머스테인과 마티 프리드먼을 '역대 최고의 헤비 메탈 기타리스트 100명' 목록에서 공동 19위에 선정하였다.
2009년, 머스테인은 조엘 맥클버의 저서 The 100 Greatest Metal Guitarists에서 1위에 선정되었다. 2009년 9월 클래식 록 잡지와의 인터뷰에서 그는 "조엘이 메탈리카에 관련된 책을 썼다는 사실을 알았을 때 더욱 기분이 좋았다. 페이지 한 장 한 장을 넘길 때마다 더욱 더 흥미진진해진다. 5위 기타리스트가 커크 해밋인 것을 보고 나는 '신이시여 감사합니다'라고 생각했다. 그 때부터 다른 내용은 크게 상관하지 않았다. 제임스와 커크 두 명보다 내가 위에 있다는 것만으로도 나에겐 큰 의미가 있기 때문이다. 나의 커리어에서 언제나 골칫거리였고 어떻게 해결할 지도 잘 몰랐었는데 이제는 내가 이겼다라는 생각밖에 들지 않는다."

## 사생활

### 무술
머스테인은 태권도와 가라데 검은 띠 소유자이다. 2007년 10월에 대한민국 서울특별시에서 메가데스 멤버와 더불어 세계 태권도 연맹의 홍보대사로 위촉되었다.

## 디스코그래피

### 메탈리카
- No Life 'til Leather (1982)
- Kill 'Em All (1983) (4개 수록곡 공동 작곡, 녹음 작업에는 불참)
- Ride the Lightning (1984) (2개 수록곡 공동 작곡, 녹음 작업에는 불참)
- Master of Puppets (1986) (트랙 "Leper Messiah"를 공동 작곡했다고 주장, 메탈리카 측은 이를 부인함)

### 메가데스
- Killing Is My Business... and Business Is Good! (1985)
- Peace Sells... but Who's Buying? (1986)
- So Far, So Good... So What! (1988)
- Rust in Peace (1990)
- Countdown to Extinction (1992)
- Youthanasia (1994)
- Cryptic Writings (1997)
- Risk (1999)
- The World Needs A Hero (2001)
- The System Has Failed (2004)
- United Abominations (2007)
- Endgame (2009)
- Thirteen (2011)
- Super Collider (2013)
- Dystopia (2016)

### MD.45
- The Craving (1996) (원본 음반에는 기타 연주만 녹음. 2004년 재발매판에는 기타 연주와 보컬 모두 녹음)

### 레드 램
- Red Lamb (2012) (작곡, 프로듀싱, 추가 보컬 작업)

## 참고 문헌
- Layden, Joe (2011). 《Mustaine: A Heavy Metal Memoir》. HarperCollins Publishers. ISBN 9780061714405.